# The Mamas & the Papas
The Mamas and The Papas byla americká folkově-rocková vokální skupina, která nahrávala a vystupovala v letech 1965 až 1968, s krátkým znovusjednocením v roce 1971. Skupina byla určujícím prvkem hudební scény kontrakultury 60. let. Vznikla v New Yorku a skládala se z Američanů Johna Phillipse, Cass Elliot a Michelle Phillips a Kanaďana Dennyho Dohertyho. Jejich zvuk byl založen na vokálních harmoniích aranžovaných Johnem Phillipsem – skladatelem a frotmanem skupiny – který přizpůsobil folk novému beatovému stylu počátku 60. let. Michelle byla manželkou Johna Phillipse. Po ukončení činnosti skupiny pokračovala Cass Elliot úspěšně v sólové kariéře.
The Mamas & the Papas vydali pět studiových alb a 17 singlů, z nichž šest se dostalo do top 10 žebříčku Billboard a prodali téměř 40 milionů desek po celém světě. Po rozpadu v roce 1968 se kapela krátce znovu sešla, aby v roce 1971 nahrála album People Like Us, ale brzy po jeho vydání se opět rozpadla. V roce 1998 byli uvedeni do Rock and Roll Hall of Fame za svůj přínos hudebnímu průmyslu a téhož roku se naposledy znovu sešli, aby vystoupili při slavnostním uvedení. Během tohoto vystoupení zaskočila za svou zesnulou matku Cass Elliot, která zemřela v roce 1974, její dcera Owen.

## Členové
- Cass Elliot (1941–1974)
- John Philips (1935–2001)
- Denny Doherty (1940–2007)
- Michelle Phillips (* 1944)

## Diskografie

### Alba
- If You Can Believe Your Eyes And Ears 1966
- The Mamas & The Papas 1966
- Deliver 1967
- The Papas & The Mamas 1968
- People Like Us 1971

### Singly
- 1965 – „Go Where You Wanna Go“/„Somebody Groovy“
- 1965 – „California Dreamin'“/„Somebody Groovy“
- 1966 – „Monday, Monday“/„Got A Feeling“
- 1966 – „I Saw Her Again“/„Even If I Could“
- 1966 – „Words of Love“/„Dancing in the Street“
- 1966 – „Look Through My Window“/„Once Was A Time I Thought“
- 1967 – „Dedicated to the One I Love“/„Free Advice“
- 1967 – „Creeque Alley“/„Did You Ever Want To Cry“
- 1967 – „Glad to Be Unhappy“/„Hey Girl“
- 1967 – „Dancing Bear“/„John's Music Box“
- 1967 – „Twelve Thirty“/„Straight Shooter“
- 1968 – „Safe In My Garden“/„Too Late“
- 1968 – „Dream a Little Dream of Me“/„Midnight Voyage“
- 1968 – „For The Love Of Ivy“/„Strange Young Girls“
- 1968 – „Do You Wanna Dance“/„My Girl“
- 1971 – „Step Out“/„Shooting Star“